# Marinellita
La marinellita és un mineral de la classe dels silicats, que pertany al grup de la cancrinita. Rep el nom en honor de Giorgio Marinelli (Florència, Itàlia, 28 d'octubre de 1922 - Pisa, Itàlia, 28 de març de 1993), professor del departament de ciències de la terra de la Universitat de Pisa, Itàlia.

## Característiques
La marinellita és un silicat de fórmula química (Na,K)₄₂Ca₆(Al₆Si₆O₂₄)₆(SO₄)₈Cl₂·3H₂O. Va ser aprovada com a espècie vàlida per l'Associació Mineralògica Internacional l'any 2002, sent publicada per primera vegada el 2003. Cristal·litza en el sistema trigonal. La seva duresa a l'escala de Mohs és 5,5.
Segons la classificació de Nickel-Strunz, la marinellita pertany a «09.FB - Tectosilicats sense H₂O zeolítica amb anions addicionals» juntament amb els següents minerals: afghanita, bystrita, cancrinita, cancrisilita, davyna, franzinita, giuseppettita, hidroxicancrinita, liottita, microsommita, pitiglianoïta, quadridavyna, sacrofanita, tounkita, vishnevita, farneseïta, alloriïta, fantappieïta, cianoxalita, balliranoïta, carbobystrita, depmeierita, kircherita, bicchulita, danalita, genthelvita, haüyna, helvina, kamaishilita, lazurita, noseana, sodalita, tsaregorodtsevita, tugtupita, marialita, meionita i silvialita.

## Formació i jaciments
Va ser descoberta a la vall de Biachella, a la localitat de Sacrofano, dina la Ciutat metropolitana de Roma Capital (Laci, Itàlia). També ha estat descrita a la propera muntanya Cavalluccio, a Campagnano di Roma, així com a la Cueva Los Minerales, al volcà d'Irazú (Costa Rica). Aquests tres indrets són els únics de tot el planeta on ha estat descrita aquesta espècie mineral.